# Philodromus punctisternus
Philodromus punctisternus är en spindelart som beskrevs av Lodovico di Caporiacco 1940. Philodromus punctisternus ingår i släktet Philodromus och familjen snabblöparspindlar.
Artens utbredningsområde är Etiopien. Inga underarter finns listade i Catalogue of Life.